# Erechim
Erechim är en stad och kommun i delstaten Rio Grande do Sul i södra Brasilien. Folkmängden i kommunen uppgick år 2014 till cirka 101 000.

## Administrativ indelning
Kommunen var 2010 indelad i tre distrikt: Capo-Erê, Erechim och Jaguaretê.

## Personer
- Alessandra Ambrosio, supermodell